# ناحیه ایسینگیرو
ناحیه ایسینگیرو (به لاتین: Isingiro District) یک منطقهٔ مسکونی در اوگاندا است که در استان غربی، اوگاندا واقع شده‌است. ناحیه ایسینگیرو ۲٬۶۵۵٫۶ کیلومتر مربع مساحت و ۴۲۰٬۲۰۰ نفر جمعیت دارد.